# Sanâa Alaoui
Sanâa Alaoui (geboren am 29. April 1987 in Casablanca, Marokko) ist eine marokkanische Schauspielerin.

## Leben
Sanâa Alaoui wurde von ihren Eltern im Alter von vier Jahren zum Tanzunterricht geschickt und begann mit 15 Jahren in Werbespots aufzutreten. Mitte der 1990er Jahre übersiedelte sie nach Paris, wo sie rasch Anschluss an die dortige Werbe- und Filmbranche fand. Im Jahr 2000 nahm die Nachwuchskünstlerin Schauspielunterricht und schrieb sich bei der privaten Schauspielschule  Cours Florent ein. Zeitgleich (2000/01) spielte sie auch ein wenig Theater (in den Stücken L’usure du couple und Éveil et la fiancée des landes). Mit Beginn des neuen Jahrhunderts begann Sanâa Alaoui regelmäßig zu filmen.
Sie spielte tragende Neben- und mehrere Hauptrollen in französischen aber auch ausländischen Produktionen. In Deutschland wurde sie im April 2012 mit der Hauptrolle in dem 2010 gedrehten ZDF-Film Fischer fischt Frau einem breiten Publikum vorgestellt. In dieser Kulturschock-Komödie verkörperte Sanâa Alaoui die junge marokkanische Krabbenpulerin Mona, die sich in einen auf Brautschau in Marokko befindlichen deutschen Krabbenfischer verliebt und ihm in seine Heimat Ostfriesland folgt. Die der deutschen Sprache nicht mächtige Sanâa Alaoui erlernte ihren auf Deutsch gesprochenen Text rein phonetisch.

## Auszeichnungen
Für ihre Leistung in dem Film La beauté éparpillé wurde Sanâa Alaoui auf dem nationalen Filmfestival von Tanger mit dem ersten Preis als beste Hauptdarstellerin ausgezeichnet. 2009 erhielt die Schauspielerin auf dem Medfilm Festival in Rom einen Preis als „Neues Talent“.

## Filmografie (Auswahl)
- 1996: Der Schrei der Seide (Le cri de la soie)
- 2001: Papillon de nuit
- 2002: Noces d’été
- 2002: L’ami d’enfance
- 2003: Jeux de plage
- 2003: Les grands frères
- 2003: Face à face
- 2004: Al otro lade
- 2004: Le cadeau (Kurzfilm)
- 2005: El khoubz el hafi
- 2006: Poupiya (Kurzfilm)
- 2006: La beauté éparpillé
- 2007: Oud al ward
- 2008: Un novio para Yasmina
- 2008: Baja el mismo cielo
- 2008: Julie Lescaut (zwei Episoden)
- 2010: Boomerang
- 2011: Fischer fischt Frau